# Kradibia cuspidatae
Kradibia cuspidatae  (лат.) — вид хальциноидных наездников рода Kradibia из семейства Agaonidae. Опылители фикусов.

## Распространение
Встречаются в Юго-Восточной Азии: Индонезия.

## Описание
Опылители и фитофаги растений рода фикус (Ficus, семейство Тутовые) следующих видов: Ficus subulata  subsp. cuspidata (Moraceae). От близких видов отличается пропорциями сложных глаз самок, щёки равны две трети от длины сложных глаз и 6-7 вентральными ламеллами на придатках мандибул. Длина тела около 1 мм. Лапки 5-члениковые, усики 10-члениковые. Вид был впервые описан в 1969 году в составе рода Liporrhopalum под первоначальным названием Liporrhopalum cuspidatae Hill, 1969, а после родовой синонимизации получил современное именование.